# Anneli Fransson
Anneli Fransson, senare Österberg, född 1978, är en svensk före detta friidrottare (långdistanslöpare) som mellan ungefär 2003 och 2009 tillhörde Sverige-eliten på 3 000, 5 000 och 10 000 m. 
Fransson tog ett flertal SM-medaljer och vann 2006 SM-guld på 5 000 m, silver på 10 000 m och vann dessutom Finnkampen (10 000 m). Hon har tagit ett flertal stafett-SM-medaljer med sin klubb Rånäs 4H. Fransson bor i Uppsala och är utbildad apotekare.

## Personliga rekord
| Utomhus - 800 meter – 2:17,74 (Göteborg 1 juli 2005) - 1 500 meter – 4:30,95 (Sollentuna 28 juni 2005) - 3 000 meter – 9:37,56 (Karlstad 18 juli 2005) - 3 000 meter – 9:45,74 (Málaga, Spanien 28 juni 2006) - 5 000 meter – 16:23,15 (Norrtälje 11 juli 2005) - 5 000 meter – 16:45,34 (Sollentuna 16 juli 2006) - 10 000 meter – 34:37,89 (Eskilstuna 10 augusti 2007) - 10 000 meter – 34:47,44 (Sollentuna 14 juli 2006) - 10 km landsväg – 35:12 (Stockholm 13 augusti 2005) - Halvmaraton – 1:15:35 (Göteborg 12 maj 2007) | Inomhus - 1 500 meter – 4:34,6 (Västerås 30 januari 2005) - 3 000 meter – 9:41,48 (Göteborg 21 februari 2004) |